# Torchlight II
Torchlight II é um jogo eletrônico de RPG desenvolvido pela Runic Games, sendo lançado no dia 20 de setembro de 2012.  É a sequência do jogo Torchlight, tendo como principais novidades o modo multiplayer, a personalização dos personagens e a melhoria do GUTS, ferramenta que permite a criação de conteúdos para o jogo.

## Jogabilidade
Como o jogo original, Torchlight II possui grandes áreas geradas randomicamente, onde habitam uma enorme quantidade de monstros, e o jogador deve explora-la em busca de tesouros. A câmera do jogo se mantêm em uma posição acima do jogador, similar a visão isométrica, utilizando o mouse e o teclado para controlar o protagonista. Diferente do jogo anterior, o mapa não é mais centrado no vilarejo de Torchlight, mas sim em várias vilas, permitindo ao jogador escolher para qual ponto ele deseja retornar quando for comprar novas habilidades, comprar e vender itens e conseguir novos desafios. O mecanismo dos pets permanece inalterado, onde o jogador possui companheiro animal que irá ajuda-lo nas batalhas, e poderá ir até a vila mais próxima em seu lugar.

## Classes
Ao começar um novo jogo, o jogador deve escolher entre quatro classes 4 de personagens:
- Berserker: Um lutador corpo a corpo que usa armas de punho e pode invocar animais espirituais;
- Embermage: Um poderoso mago elemental;
- Enginner: Um lutador corpo a corpo, utiliza armas como espadas e machados, sua armadura armazena energia e libera durante o combate, e tem a capacidade de construir pequenos robôs;
- Outlander: Um personagem ágil, especializado em armas de longo alcance;